# La Madone Terranuova
La Madone Terranuova ou La Vierge et l'Enfant avec le petit saint Jean et un autre saint enfant  (en italien : Madonna Terranuova)  est une peinture religieuse de Raphaël. Le tableau est actuellement exposé à la Gemäldegalerie (Berlin).

## Histoire
Peinte vers l'an 1504-1505, la Madone Terranova est une œuvre de jeunesse du peintre. Son titre est dû au nom des ducs de Terranuova qui en furent propriétaires jusqu'en 1854, date à laquelle le tableau fut cédé au musée berlinois.

## Thème
Il s'agit d'une Sainte Famille, une figure récurrente de  l'iconographie chrétienne, soit la présence de la Vierge Marie, de l'Enfant Jésus, du petit saint Jean ; le quatrième personnage saint (car il porte une auréole) n'est pas connu.

## Description
Le tableau au format tondo représente Marie assise, occupant verticalement le tableau, tenant l'Enfant Jésus semi allongé sur ses genoux ;  orienté vers la gauche, il tient et déroule  de ses mains un phylactère que le petit saint Jean reçoit dans sa main droite, la gauche tenant son roseau à croix ; le mot AGNVS est visible. 
Sur la droite, un autre enfant apparaît se découpant devant  un parapet sombre.  Le parapet, qui se déroule aussi à gauche, sépare la scène du premier plan du paysage du fond, de rochers escarpés et d'arbres à droite, de tours et de fortifications d'une ville à gauche. Le ciel lumineux dans l'axe occupé par la Vierge l'entoure d'une aura ; il s'assombrit vers le haut du tableau.
Tous les personnages portent une auréole elliptique et fine, dorée.

## Analyse
Le petit personnage de droite équilibre et renforce la composition en triangle (dite aussi « en  pyramide ») et attire l'attention par sa présence inhabituelle (autant par son identité inconnue).
Le croisement vif des gestes et regards des personnages, étudiés dans leurs postures naturelles  rappellent les œuvres de Léonard de Vinci qui eut une grande influence sur le jeune Raphaël au début de sa période florentine.
Le décor de l'arrière-plan renvoie aussi à Léonard.  Le paysage est plus complexe et étudié que ceux des précédentes Madones.

## Attribution
L'attribution à Raphaël est unanime. Le tableau est l'une des œuvres qui ouvrent la série des Madones de l'artiste lors de son séjour florentin, influencé par Léonard de Vinci.